# Mistshenkoana asymmetrica
Mistshenkoana asymmetrica är en insektsart som beskrevs av Andrej Vasiljevitj Gorochov 2008. Mistshenkoana asymmetrica ingår i släktet Mistshenkoana och familjen syrsor. Inga underarter finns listade i Catalogue of Life.